# A Salamon-szigetek az 1988. évi nyári olimpiai játékokon
A Salamon-szigetek a dél-koreai Szöulban megrendezett 1988. évi nyári olimpiai játékok egyik részt vevő nemzete volt. Az országot az olimpián 4 sportágban 5 sportoló képviselte, akik érmet nem szereztek.

## Atlétika
Férfi
| Versenyző  | Versenyszám | Előfutam | Előfutam | Előfutam | Döntő         | Döntő         |               |
| Versenyző  | Versenyszám | Idő      | Hely.    | Össz.    | Idő           | Helyezés      |               |
| ---------- | ----------- | -------- | -------- | -------- | ------------- | ------------- | ------------- |
| John Maeke | 10 000 m    | 35:16,93 | 22.      | 43.      | kiesett       | kiesett       |               |
| John Maeke | Maraton     |          |          |          | nem ért célba | nem ért célba | nem ért célba |

## Íjászat
Férfi
| Versenyző     | Versenyszám | Selejtező | Selejtező | Nyolcaddöntő | Nyolcaddöntő | Negyeddöntő | Negyeddöntő | Elődöntő | Elődöntő | Döntő   | Döntő    |
| Versenyző     | Versenyszám | Pont      | Hely.     | Pont         | Hely.        | Pont        | Hely.       | Pont     | Hely.    | Pont    | Helyezés |
| ------------- | ----------- | --------- | --------- | ------------ | ------------ | ----------- | ----------- | -------- | -------- | ------- | -------- |
| Derrick Tenai | Egyéni      | 505       | 84.       | kiesett      | kiesett      | kiesett     | kiesett     | kiesett  | kiesett  | kiesett | kiesett  |

## Ökölvívás
| Versenyző     | Versenyszám  | Selejtező                           | 32-es főtábla                     | Nyolcaddöntő      | Negyeddöntő       | Elődöntő          | Döntő             | Helyezés |
| Versenyző     | Versenyszám  | Ellenfél Eredmény                   | Ellenfél Eredmény                 | Ellenfél Eredmény | Ellenfél Eredmény | Ellenfél Eredmény | Ellenfél Eredmény | Helyezés |
| ------------- | ------------ | ----------------------------------- | --------------------------------- | ----------------- | ----------------- | ----------------- | ----------------- | -------- |
| Basil Maelagi | Kisváltósúly | Reiner Gies (FRG) · mérkőzés nélkül | kiesett                           | kiesett           | kiesett           | kiesett           | kiesett           | 33.      |
| Tommy Bauro   | Félnehézsúly |                                     | Sione Vaveni Talia'uli (TGA) · KO | kiesett           | kiesett           | kiesett           | kiesett           | 17.      |

## Súlyemelés
| Versenyző       | Versenyszám | Szakítás | Szakítás | Lökés    | Lökés    | Összesen | Helyezés |
| Versenyző       | Versenyszám | Eredmény | Helyezés | Eredmény | Helyezés | Összesen | Helyezés |
| --------------- | ----------- | -------- | -------- | -------- | -------- | -------- | -------- |
| Benjamin Fafale | 75 kg       | 85,0     | 24.      | 105,0    | 22.      | 190,0    | 22.      |